# Philippe Lesage
Philippe Lesage es un director de cine y guionista canadiense de origen quebequés. En un principio se decantó por el documental, aunque más tarde dirigió sus pasos hacia el largometraje y la narrativa cinematográfica. Entre sus películas figuran los títulos Copenhague: Una Historia de Amor y Los Demonios (Les Démons).

## Biografía
Nacido en Saint-Agapit, Quebec y se crio en Longueuil y Montreal. Lesage estudió en la Universidad de McGill y del European Film College. Su primera película documental, Pourrons-nous vivre ensemble?, fue estrenada en 2006. Ganó un Premio Jutra al Mejor Documental en 2012 por Ce coeur qui bat.
The Demons (Los Demonios) fue presentada en el Festival de San Sebastián en Competición Oficial y ha sido seleccionada en más de 40 festivales por todo el mundo y ha ganado varios premios. Los Demonios fue seleccionada por la web Guy Lodge's Top como una de las Diez Mejores Películas de 2015 en la Variedad y en el Toronto International Film Festival de Canadá Top Diez. El Quebec Crítico de Cine de la Asociación de honor de la película con su anualmente dos premios: Mejor película Canadiense de 2015 y la Mejor Película de la Competencia Internacional del Festival de Cine de Montreal de Nuevo Cine.
Lesage ha sido profesor de cine documental en el European Film College.

## Películas
- 2006: Pourrons-nous vivre ensemble?
- 2009: How Can You Tell If the Little Fish Are Happy? (Comment savoir si les petits poissons sont heureux?)
- 2010: The Heart that Beats (Ce cœur qui bat)
- 2012: Laylou
- 2015: The Demons (Les Démons)
- 2016: Copenhague: A Love Story
- 2018: Genesis (Genèse)

## Premios y nominaciones
- 2010: Award for Best National Documentary, RIDM
- 2010: Award for Best New Director, RIDM
- 2012: Jutra Award 2012, Best Documentary
- 2015: Critic Award (AQCC) for Best Film, International Competition, Festival of New Cinema, 2015
- 2016: Canada's Top Ten, Toronto International Film Festival
- 2016: Nomination for Best Film, Gala du Cinema Quebecois
- 2016: Nomination for Best Director, Gala du Cinéma Québécois
- 2016: Gilles-Carles Award for Best First or Second feature fiction film
- 2016: Luc-Perreault Award / AQCC for Best Film from Quebec""
- 2016: Nomination for Best Film,  Canadian Screen Awards
- 2016: Nomination for Best achievement in Directing, Canadian Screen Awards
- 2016: Nomination for The Ingmar Bergman International Debut Award
- 2016: Titanic Award for Best Film, International Competition, Budapest
- 2016: Golden Gate New Director Prize, San Francisco International Film Festival